# Leigh Delamere
Leigh Delamere är en by i civil parish Grittleton, i distriktet Wiltshire, i grevskapet Wiltshire, i England. Byn är belägen 7 km från Chippenham. Leigh Delamere var en civil parish fram till 1934 när blev den en del av Grittleton. Civil parish hade 96 invånare år 1931.